# Joachim Aurland
Joachim Aurland  (* 28. März 1996) ist ein ehemaliger norwegischer Skilangläufer.

## Werdegang
Aurland, der für den Kjellmyra IL startete, nahm bis 2016 an Juniorenrennen teil. Seine ersten Rennen im Scandinavian-Cup absolvierte er zu Beginn der Saison 2016/17 in Lillehammer, die er auf dem 28. Platz im Sprint, auf dem 20. Rang im 30-km-Massenstartrennen und auf dem dritten Platz über 10 km Freistil beendete. Es folgten zwei weitere Platzierungen in den Punkterängen und zum Saisonende der 18. Platz in der Gesamtwertung des Scandinavian-Cups. Bei den U23-Weltmeisterschaften 2017 in Soldier Hollow gewann er die Bronzemedaille im Sprint. Zudem errang er dort den 17. Platz über 15 km Freistil und den 16. Platz im Skiathlon. Sein Debüt im Skilanglauf-Weltcup hatte er im März 2018 in Drammen, das er auf dem 32. Platz im Sprint beendete. Im folgenden Jahr gewann er bei den U23-Weltmeisterschaften in Lahti erneut die Bronzemedaille im Sprint und lief dort zudem auf den 43. Platz im 30-km-Massenstartrennen. Im März 2019 holte er bei seinem zweiten und letzten Weltcupstart in Drammen mit dem 22. Platz im Sprint seine einzigen Weltcuppunkte.